# میلانوواتس (ژاگوبیتسا)
میلانوواتس (به صربی: Milanovac) یک منطقهٔ مسکونی در صربستان است که در ژاگوبیتسا واقع شده‌است. میلانوواتس ۴۴۵ نفر جمعیت دارد.